# Deflexula major
Deflexula major är en svampart som beskrevs av Corner 1952. Deflexula major ingår i släktet Deflexula och familjen mattsvampar.   Inga underarter finns listade i Catalogue of Life.